# Penny Mordaunt
Penelope Mary Mordaunt (/ˈmɔːrdənt/;; sinh ngày 4 tháng 3 năm 1973) là một chính trị gia người Anh hiện giữ chức Lãnh đạo Hạ Nghị viện và Chủ tịch Hội đồng Cơ mật Vương quốc Anh kể từ tháng 9 năm 2022. Là đảng viên Đảng Bảo Thủ, bà Mordaunt đại diện cho quận Portsmouth North trong Hạ Nghị viện kể từ năm 2010.
Bà nguyên là Bộ trưởng Phát triển Quốc tế từ năm 2017 đến 2019 và là Bộ trưởng Quốc phòng (cũng là người phụ nữ đầu tiên để giữ chức vụ này) từ tháng 5 đến tháng 7 năm 2019 dưới thời Thủ tướng Theresa May. Bà cũng phục vụ dưới thời Boris Johnson trên tư cách Bộ trưởng Kho bạc và Thứ trưởng phụ trách chính sách thương mại. Mordaunt đã hai lần tranh cử vào vị trí Lãnh đạo đảng Bảo thủ nhưng đều bị đánh bại bởi Liz Truss và sau này là Rishi Sunak.
Mordaunt học ngành triết học tại Đại học Reading, trước khi làm việc trong ngành quan hệ công chúng. Bà giữ các vai trò trong Đảng Bảo thủ dưới thời John Major và William Hague, đồng thời làm việc cho các chiến dịch tranh cử tổng thống của George W. Bush vào năm 2000 và 2004. Mordaunt được bầu vào Hạ Nghị viện vào tháng 5 năm 2010. Bà bắt đầu phục vụ trong Chính phủ dưới thời Thủ tướng Cameron trên tư cách Thứ trưởng Nghị viện tại Bộ Cộng đồng và Chính quyền địa phương. Sau cuộc tổng tuyển cử năm 2015, Cameron đã thăng chức cho bà làm Thứ trưởng phụ trách Lực lượng Vũ trang tại Bộ Quốc phòng. Từ tháng 7 năm 2016 đến tháng 11 năm 2017, bà giữ chức Thứ trưởng phụ trách Người khuyết tật, Lao động và Y tế. Bà cũng từng là Bộ trưởng Phụ nữ và Bình đẳng từ năm 2018 đến 2019.
Bà Mordaunt đã tham gia Lễ đăng quang của Vua Charles III trên tư cách Chủ tịch Hội đồng Cơ mật và chịu trách nhiệm mang thanh gươm quốc gia. Bà là người phụ nữ đầu tiên thực hiện vai trò này. Hình ảnh của bà trong buổi lễ đã trở thành hiện tượng mạng tại Anh.